# 日高明大
日高 明大（ひだか あけひろ、1972年10月12日 - ）は京都府京都市出身の音楽家。血液型はO型。
ロック・ユニットasyura 3rd（アシュラ・サード）ではλ（ラムダ）名義でMCを担当している。相方はボーカルのcell（セル）。asyura 3rdの名前の由来はsterotype produktsのブランド、asyura firstより。
nuclear-recordsを主宰。2014年5月より「dj carmilla」として活動、iTunesにて配信開始。
過去にはバンド白黒法師（しろくろほうし）のリーダーを務め、CD『ネクロポリス』（2001年10月12日 GARSIDE RECORDS）を発売。その他にもソロ名義、黒棟ムルムル（くろとうムルムル）として『偽メシア』（2000年1月29日 GARSIDE RECORDS）を発売する。
コナミの音楽ゲーム、BEMANIシリーズにも、多数楽曲を提供しており、代表曲として「UZIEL」、「LAUGA」、「S.F.M.」、「赤カーテン」、淀川ジョルカエフシリーズ等がある。また、Des-ROW組のメンバーとしてアルバム『D.』（2004年7月2日 コナミスタイルでのみ販売）を発売している。

## 人物
バックパッカーとしても知られ、数ヶ月に渡ってヨーロッパを弾き語りで縦断した、ニューヨークでasyura 3rdのCDを手売りして周ったなどの経歴も持つ。通算、二度、銃を突きつけられた経験がある。
無類の映画好きで年間1000本以上を見ていた頃もあったが、ミニシアター系、やや難解なものに偏っている。詳細は不明だがアレックス・コックス監督に直接インタビューしたことがある。
非常にフランクな京都弁で話す。難病ネフローゼにかかり、闘病していた過去がある。

## ディスコグラフィー

### オリジナル・アルバム
- 「偽メシア」  （Nise Messiah , 2000年）
- 「ネクロポリス」  （Necro Police , 2001年）
- 「アシュラサード」  （asyura 3rd , 2005年）
- 「閃光のゴーストランド」（2016年）

## 代表曲
- 黒棟ムルムル名義
  - ネクロポリス（ネクロポリス収録）
  - orange（ネクロポリス収録）
  - 十五夜（ネクロポリス収録）
  - 闇の詩人（ネクロポリス収録）
  - 悲しみ　intro（偽メシア収録）
  - 侵略（偽メシア収録）
  - グリーン（偽メシア収録）
  - 記憶（偽メシア収録）
  - 許婚（偽メシア収録）
  - 裏切り（偽メシア収録）
  - 湖底（偽メシア収録）
  - デンマーク北（偽メシア収録）
  - 難攻不落（偽メシア収録）
  - 死神（偽メシア収録）
  - 悲しみ chill out（偽メシア収録）
  - disable dA STACK キラmix（BEMANIシリーズ）
- Kurotou mur.mur.名義
  - クラゲータ（BEMANIシリーズ）
- murumuru-kurotou名義
  - UZIEL（BEMANIシリーズ）
  - LAUGA（BEMANIシリーズ）
- mur.mur.kurotoh名義
  - 赤カーテン（BEMANIシリーズ）
  - taulanaewn（トウラナェウン）（BEMANIシリーズ）
  - ラスネール（BEMANIシリーズ）
  - old"O"（BEMANIシリーズ）
- KC hospital名義
  - S.F.M（BEMANIシリーズ）
  - S.F.M(Freestyle ver.3)（BEMANIシリーズ）
- RAGULIRA名義
  - PANATIUM（BEMANIシリーズ）
- 黒ムル名義
  - GHOST（BEMANIシリーズ）
  - お豆の哀歌（BEMANIシリーズ）
  - 異能対決!vs.淀ジョル（BEMANIシリーズ）
- Asyura 3rd名義
  - SICK GIRL(赤ずきん RE-MIX)（配信シングル）(Neon FM(AC,iOS)※)
    - AC版は日本未稼働、iOS版は日本での配信有り